# 326
Cette page concerne l'année 326  du calendrier julien. Pour l'année 326 av. J.-C., voir 326 av. J.-C. Pour le nombre 326, voir 326 (nombre).
L'année 326 est une année commune qui commence un samedi.

## Événements
- 3 février : loi de Constantin Ier sur l'adultère. Il n'en reste qu'un passage qui spécifie que la débauche avec une fille ou une tenancière d'auberge n'est pas assimilée a l'adultère[1].
- Printemps, Pola : exécution du César Crispus sur l'ordre de son père Constantin puis de l'impératrice Fausta.
- 1er avril : loi de Constantin contre le rapt qui est sévèrement puni. L'auteur de l’enlèvement d’une femme risque la peine de morts sauf s’il l’épouse avec le consentement des parents[2].
- 4 avril : loi de Constantin décidant que lorsqu'une jeune pupille est en âge de se marier, son tuteur doit attester de sa virginité sous peine d'être déporté et de voir ses biens confisqués[3].
- 3 mai : selon la tradition, Hélène, mère de Constantin Ier, en pèlerinage à Jérusalem, découvre la Vraie Croix et le Saint-Sépulcre. Elle fait construire l’église de la nativité à Bethléem[4]. Le temple de Vénus est détruit au cours de sa visite et la cité, Ælia Capitolina, devient la Jérusalem chrétienne. Les Juifs n’ont toujours pas le droit d’entrer dans la ville, sauf le neuvième jour du mois de Av.
- 14 juin : loi de Constantin Ier hostile au concubinage[1].
- 25 juillet, Rome : Constantin célèbre ses vicennalia, le vingtième anniversaire de son accession au pouvoir et son triomphe sur Licinius, mais ne participe pas aux sacrifices au temple de Jupiter capitolin[5].
- 29 juillet : édit de Constantin interdisant la réfection des temples païens et qu'on leur fasse des dons[6].
- 18 novembre : le pape Sylvestre consacre la basilique Saint-Pierre construite par Constantin le Grand sur le tombeau de l'Apôtre[7].

## Naissances en 326
- Procope, usurpateur romain.

## Décès en 326
- 17 avril : Alexandre d'Alexandrie.
- Crispus, fils aîné de Constantin Ier, exécuté sur ordre de ce dernier.
- Fausta, exécutée sur ordre de Constantin Ier (ébouillantée dans un bain semble-t-il); il est difficile de connaître les raisons véritables de cette double exécution.